# أندي كوي
أندي كوي (بالإنجليزية: Andy Quy)‏ هو لاعب كرة قدم بريطاني في مركز حراسة المرمى، ولد في 4 يوليو 1976 في هارلو في المملكة المتحدة. لعب مع توتنهام هوتسبير وديربي كاونتي وستوك سيتي وستيفيناغ بوروه وغريمسبي تاون ونادي ستاليبريدج سيلتيك ونادي كيترينغ تاون ونادي هيرفورد.

## وصلات خارجية
- أندي كوي على موقع قاعدة بيانات كرة القدم.إي يو (الإنجليزية)
- أندي كوي على موقع Soccerbase.com (لاعب) (الإنجليزية)